# Roma Mahieu
Roma Mahieu (Polonia, 1937) es una dramaturga y actriz argentina nacida en Polonia y residente en España desde 1978. Pertenece a la generación de escritoras argentinas de teatro entre las que están Griselda Gambaro, Aída Bortnik, Diana Raznovich, Hebe Uhart, Beatriz Seibel y Susana Torres Molina.

## Biografía
Emigró a los 10 años a la provincia de Santa Fe donde se radicó con su familia y estudió teatro, pintura, danza y cerámica. Actuó en teatro para niños en Argentina y Alemania.
Casada con el escritor y crítico José Agustín Mahieu, su pieza teatral Juegos a la hora de la siesta fue muy bien recibida por público y crítica en 1976-77 ,hasta que en 1978 fue prohibida por la dictadura militar argentina por «su contenido manifiesto de postulados disociantes y la descripción de técnicas propias de la subversión». Lo mismo sucedió con su obra María la Muerte.
Se exilió en España y allí dirigió el Festival Hispanoamericano de Teatro de Madrid.
Ha escrito una docena de obras de teatro, guiones, libretos y notas periodísticas. 
Sus obras dramáticas están a disposición en la Biblioteca Teatral de La Plata "Alberto Mediza".  
Ejerció la docencia.

## Premios
- Premio Talía por Juegos a la hora de la siesta
- Premio Molière por Juegos a la hora de la siesta
- Premio Argentores por Juegos a la hora de la siesta
- Premio SGAE (Sociedad General de Autores de España)(1991)
- Premio Pepino el 88 de la ciudad de La Plata (2000)

## Publicaciones selectas
- Mahieu, Roma - La gallina ciega, Madrid : Editorial Vox, 1980. ISBN	8485750160
- Mahieu, Roma - Diario Íntimo de Odolinda.... 2005 ISBN 950-515-009-1 - ISBN 978-950-515-009-0
- Mahieu, Roma - El Dragón De Fuego- 1993 ISBN 84-8048-015-7